# Bash in Berlin
Bash In Berlin foi um evento de luta livre produzido e transmitido pela WWE. O evento contou com lutadores das marcas Raw e SmackDown. Aconteceu no sábado, em 31 de agosto de 2024, na Uber Arena, em Berlim, na Alemanha.
Cinco lutas foram disputadas no evento. Na luta principal, que foi a luta principal do Raw, Gunther derrotou Randy Orton por submissão técnica para reter o Campeonato Mundial de Pesos Pesados. Na luta de abertura, que foi a luta principal do SmackDown, Cody Rhodes derrotou Kevin Owens para reter o Campeonato Indiscutível da WWE.

## Produção

### Introdução

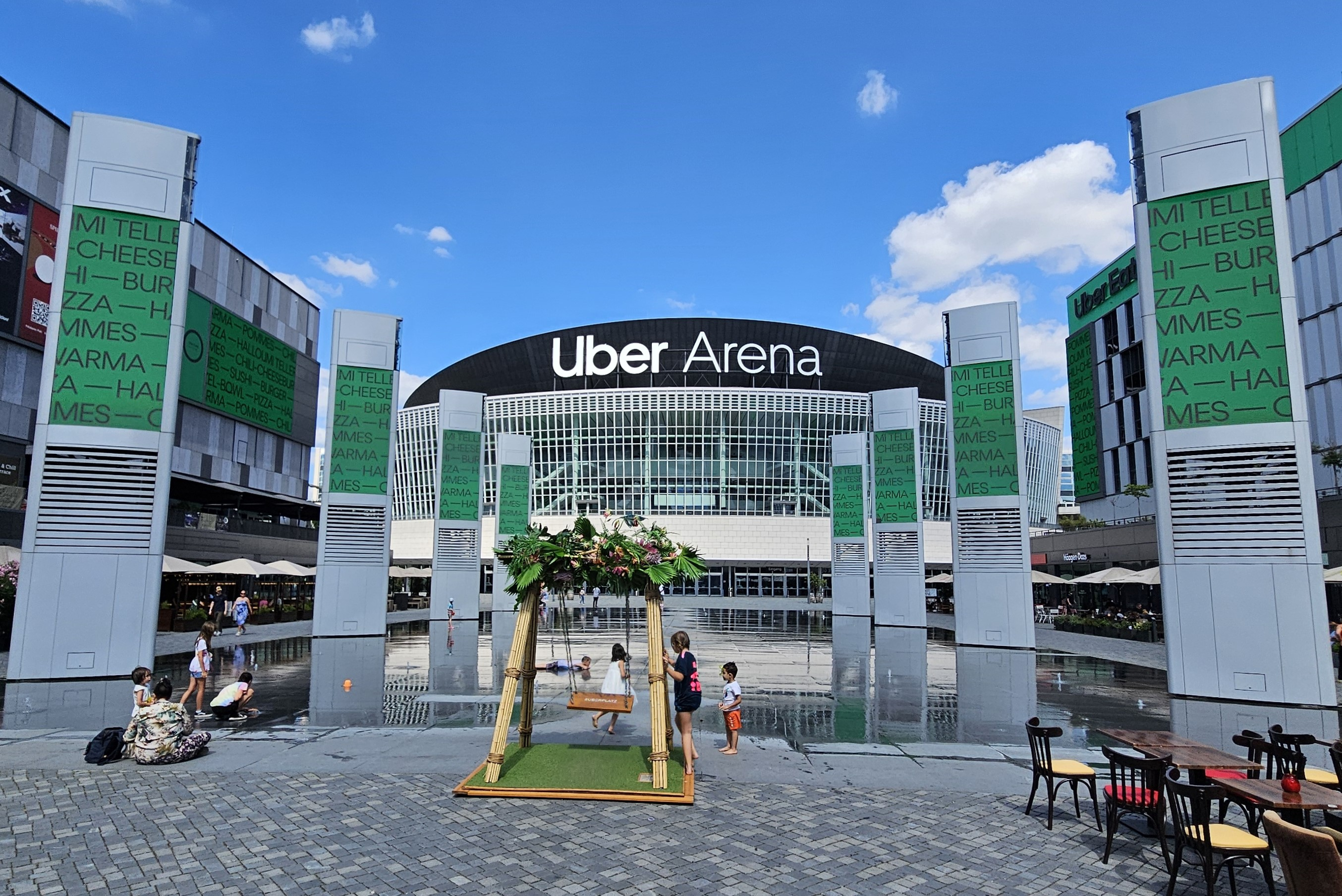
O evento foi realizado na Uber Arena em Berlim, Alemanha.

Em 25 de outubro de 2023, a WWE anunciou que iria realizar o seu primeiro grande evento premium na Alemanha, denominado Bash In Berlin. O evento ficou agendado para agosto de 2024 na Uber Arena e contou com lutadores das marcas Raw e SmackDown da promoção. Foi transmitido em pay-per-view tradicional em todo o mundo e esteve disponível para transmissão ao vivo no Peacock nos Estados Unidos e na WWE Network nos mercados internacionais. Também foi anunciado que o episódio de 30 de agosto de Friday Night SmackDown iria ao ar no mesmo local, o que marcou a primeira vez que o programa foi transmitido da Alemanha. Os ingressos foram colocados à venda em 30 de novembro de 2023.

### Histórias
O evento incluiu lutas que resultaram de histórias com script, onde os lutadores retrataram heróis, vilões ou personagens menos distinguíveis em eventos com script que criaram tensão e culminaram em uma luta ou série de lutas, com resultados predeterminados pelos escritores da WWE nas marcas do Raw e SmackDown, enquanto as histórias foram produzidas nos programas de televisão semanais da WWE, Monday Night Raw e Friday Night SmackDown.
No King and Queen of the Ring em maio, Gunther do Raw derrotou Randy Orton do SmackDown na final do Torneio King of the Ring, que lhe rendeu uma luta pelo World Heavyweight Championship do Raw no SummerSlam em agosto. Durante a final do King of the Ring, o ombro de Orton não estava totalmente no tapete quando o árbitro contou a imobilização. Após o show, o Diretor de Conteúdo da WWE Paul "Triple H" Levesque notou o erro e disse que a decisão do árbitro era final, mas que provavelmente haveria uma revanche entre os dois. No SummerSlam Gunther venceu o Campeonato Mundial de Pesos Pesados, e durante seu discurso no Raw seguinte, ele foi interrompido por Orton, que notou que por causa daquele erro na final do King of the Ring, isso permitiu que Gunther se tornasse campeão. Ele então o desafiou para uma revanche no Bash em Berlim para que ele pudesse conquistar o Campeonato Mundial de Pesos Pesados de Gunther, que ele aceitou. Posteriormente, foi estipulado que se Orton ganhasse o campeonato, ele seria transferido para o Raw e Gunther transferido para o SmackDown.
No SummerSlam, Cody Rhodes manteve o Undisputed WWE Championship contra Solo Sikoa em uma Bloodline Rules match, que incluiu a ajuda de Kevin Owens em afastando outros membros do The Bloodline (Jacob Fatu, Tama Tonga e Tonga Loa). No episódio seguinte do SmackDown, quando Rhodes estava prestes a dizer contra quem ele queria defender o título no Bash em Berlim, ele foi interrompido por The Bloodline (Sikoa e The Tongans), como Sikoa queria uma revanche. Rhodes recusou, afirmando que Sikoa não merecia isso, e quando The Bloodline estava prestes a entrar no ringue e atacar Rhodes, Owens novamente veio em seu auxílio. Depois que The Bloodline recuou, Rhodes disse que devido a todas as vezes que Owens ajudou Rhodes a se defender de The Bloodline, ele sentiu que Owens merecia uma oportunidade e queria defender o título contra Owens, que sentiu que não o havia conquistado devido ao seu recorde de vitórias/derrotas. Rhodes então saiu para falar com o gerente geral do SmackDown Nick Aldis para que a luta fosse aprovada e, apesar da objeção de Owens, a luta foi oficializada.
No SummerSlam, Liv Morgan derrotou Rhea Ripley para reter o Campeonato Mundial Feminino após interferência aparentemente acidental do interesse amoroso de Ripley na tela e Judgment Day companheiro de estábulo, "Dirty" Dominik Mysterio. Após a partida, porém, Mysterio traiu Ripley e beijou Morgan, encerrando a parceria. Mais tarde naquela noite, outro membro do Judgment Day Damian Priest perdeu o Campeonato Mundial de Pesos Pesados para Gunther depois de ser traído por seu colega de estábulo Finn Bálor. No episódio seguinte do Raw, Bálor excomungou Priest e Ripley do grupo e adicionou Morgan e Carlito. Mais tarde naquela noite, Priest foi atacado durante sua partida contra o membro do Judgment Day JD McDonagh antes de Ripley sair para salvá-lo. Uma semana depois, uma luta de duplas mista entre Priest e Ripley, agora conhecidos coletivamente como Terror Twins, e Mysterio e Morgan foi oficializada para Bash em Berlin.
No SummerSlam, Drew McIntyre derrotou CM Punk, que tinha Seth "Freakin" Rollins como árbitro convidado especial. Semanas antes do evento, McIntyre roubou a pulseira de Punk que tinha os nomes de sua esposa (AJ Lee) e de seu cachorro (Larry). Durante a partida no SummerSlam, Punk recuperou o bracelete, mas o deixou cair acidentalmente. Rollins o pegou para tirá-lo do caminho e Punk atacou Rollins pensando que Rollins estava brincando com ele, o que acabou custando a luta a Punk, após o que McIntyre roubou o bracelete novamente. No episódio de 12 de agosto do Raw, os dois brigaram que terminou com Punk chicoteando McIntyre com um cinto. No episódio seguinte, Punk anunciou que o gerente geral do Raw Adam Pearce aprovou uma Luta Strap no Bash em Berlim entre ele e McIntyre, que apareceu e aceitou o desafio.
No Clash at the Castle: Scotland em 15 de junho, The Unholy Union (Alba Fyre e Isla Dawn) derrotaram as campeãs em título Bianca Belair e Jade Cargill e Shayna Baszler e Zoey Stark, que derrotaram, para ganhar o WWE Women's Tag Team Championship. Nas semanas seguintes, Belair e Cargill prometeram reconquistar os títulos. No episódio de 2 de agosto do SmackDown, Belair e Cargill derrotaram Fyre e Dawn em uma revanche por desqualificação após interferência de Blair Davenport. Como os campeonatos não mudam de mãos por desqualificação ou contagem, salvo estipulação em contrário, Fyre e Dawn permaneceram campeões. Em 23 de agosto, o gerente geral do SmackDown Nick Aldis anunciou que Fyre e Dawn defenderiam seus títulos contra Belair e Cargill no Bash em Berlin.

## Resultados
| Nº                                          | Resultados | Estipulações | Tempo |
| ------------------------------------------- | --- | --- | ----- |
| 1                                           | Cody Rhodes (c) derrotou Kevin Owens                                                                               | Luta individual pelo Campeonato Indiscutível da WWE | 23:16 |
| 2                                           | Bianca Belair e Jade Cargill derrotaram The Unholy Union (Alba Fyre e Isla Dawn) (c)                               | Luta de duplas pelo Campeonato de Duplas Femininas da WWE | 12:02 |
| 3                                           | CM Punk derrotou Drew McIntyre após tocar os quatro corners do ringue                                              | Luta Strap | 19:15 |
| 4                                           | The Terror Twins (Damian Priest e Rhea Ripley) derrotaram The Judgment Day ("Dirty" Dominik Mysterio e Liv Morgan) | Luta de duplas mista | 14:20 |
| 5                                           | Gunther (c) derrotou Randy Orton por submissão                                                                     | Luta individual pelo Campeonato Mundial dos Pesos Pesados Se Orton vencesse o campeonato, ele seria transferido para o Raw e Gunther seria transferido para o SmackDown. | 34:28 |
| (c) – Refere-se aos campeões antes da luta. | | |       |